# Bataille de Vågen
Deuxième guerre anglo-néerlandaise
Batailles
- Lowestoft
- Vågen
- Quatre Jours
- North Foreland
- Vliestromm
- Cap Dungeness
- Medway

La bataille de Vågen ou de Bergen est une bataille navale entre une flotte hollandaise marchande et du trésor et une flottille anglaise de vaisseaux de guerre en août 1665, prenant part à la Deuxième guerre anglo-néerlandaise. La bataille eut lieu dans la baie de Vågen, domaine principal de la ville neutre de Bergen. En raison d'un retard de transmission d'ordres, les commandants norvégiens prirent le parti des Hollandais, contrairement aux intentions secrètes du roi du Danemark. La bataille se termina par la défaite de la flotte anglaise, qui battit en retraite, très endommagée, mais sans avoir perdu aucun bateau. La flotte du trésor fut secourue par la flotte hollandaise dix-sept jours plus tard.

## Arrivée à Bergen
La flotte marchande hollandaise était composée d'environ soixante navires. Environ sept d'entre eux étaient de grands vaisseaux hautement armés de la Compagnie néerlandaise des Indes orientales (VOC).
Les navires sous le commandement du contre-amiral Pieter de Bitter revenaient des Indes. Deux fois par an, la compagnie VOC renvoyait une flotte aux Pays-Bas. Celle-ci était partie le 25 décembre 1664 et détenait une des cargaisons les plus précieuses jamais transportées. Elle était chargée avec beaucoup de marchandises de luxe, typiques pour les « riches commerces » : épices, parmi lesquelles 24 millions d'onces de poivre, 440 000 livres de clou de girofle, 314 000 livres de noix de muscade, 121 600 livres de muscadier et près de d'un demi-million de livres de cannelle ; 18 000 livres de bois d'ébène ; 51 540 onces de soie et environ 200 000 autres morceaux de tissu ; 22 000 livres de teinture indigo ; 18 151 perles ; 2 933 rubis, 3 084 diamants bruts et 16 580 pièces de porcelaine, pour une valeur totale d'environ onze millions de florins ou trois millions de rigsdaler danois, plus que tous les revenus annuels de la couronne danoise. Les Néerlandais avaient payé 36 tonnes d'or pour acheter cette cargaison. Afin d'éviter le contrôle anglais sur la Manche après leur victoire à la suite de la bataille de Lowestoft, la flotte avait navigué au nord de l'Écosse afin d'atteindre les Provinces-Unies par la Mer du Nord. Les navires se sont rassemblés dans le port de Bergen, ville de Norvège alors neutre, pour rester à l'abri durant le mois de juillet et attendre la réparation de la flotte intérieure nationale hollandaise après sa défaite à Lowestoft.
Renseignée sur l'expédition hollandaise, la marine anglaise a rapidement envoyé une petite escadre pour se saisir du convoi, ou au moins pour le bloquer. La flotte nationale a essayé, dans le même temps, d'arrêter l'escadron du vice-amiral Michiel de Ruyter dont on avait appris qu'il arrivait d'Amérique, mais a échoué et a dû retourner vers les ports du pays pour approvisionnement. Quand la flottille dirigée par le contre-amiral Thomas Teddiman, composée d'abord de 22 vaisseaux de guerre mais réduite à quatorze (et plus loin les brûlots Bryar, Greyhound, et Martin Gally), a atteint Bergen à 16h00 le 1er août, les navires ont bloqué l'entrée de la baie. Le début de l'action anglaise est peu efficace : le navire de l'amiral Teddiman, le Revenge, s'est échoué le même soir sur le cap Nord et est parvenu au prix de beaucoup d'efforts, à se déséchouer par lui-même. L'entrée de la baie étant de seulement 400 mètres de large environ, les Anglais peuvent placer sept navires, du nord au sud :
Prudent Mary, Breda, Foresight, Bendish, Happy Return, Saphire et Pembroke. Les autres pointent leurs canons sur les batteries d'artillerie côtières.

## Ordres manqués
À Vågen se trouvaient les forteresses de Bergenhus et de Sverresborg. Les représentants des deux flottes tinrent conseil avec le commandant norvégien de la forteresse, Johan Caspar von Cicignon et le commandant norvégien des forces Claus von Ahlefeldt (en), qui pour lors était décidé à rester hors du conflit. Il avait entendu des rumeurs à propos d'une affaire secrète entre le roi Charles II d'Angleterre et le roi Frederick III du Danemark (la Norvège était alors en union avec le Danemark), mais aucun ordre concret n'était arrivé. Par traité, une force de cinq vaisseaux de guerre de n'importe quelle nation pouvait entrer dans le port ; Von Ahlefeldt a indiqué qu'il ne permettrait pas autre chose.
En fait, un accord secret avait été conclu une semaine plus tôt entre le délégué anglais Talbot et le roi du Danemark, disant que le Danemark-Norvège permettrait à la flotte anglaise d'assaillir le convoi hollandais et que le butin serait partagé. Ceci malgré le fait que le roi danois était officiellement l'allié des Néerlandais. Le roi envoya un ordre à von Ahlefeldt de protester contre l'attaque anglaise, mais de ne prendre aucune mesure contre elle. Cet ordre n'atteignit pas Bergen à temps. Les Anglais envoyèrent un ordre à leur flotte leur disant de remettre leur attaque jusqu'à ce qu'Ahlefeldt ait reçu ses ordres, mais le messager fut arrêté en cours de route par les Néerlandais. On avait cependant dit à Teddiman qu'une affaire était en cours. Les deux rois, aussi bien anglais que danois, ont espéré obtenir une part personnelle du trésor, sans laisser d'argent rentrer dans leurs trésors nationaux officiels respectifs. Charles avait par ailleurs rencontré Lord Sandwich au cours d'une réunion secrète pour s'assurer de cette prise. Lord Sandwich envoya donc son neveu et homonyme le courtisan et aventurier Edouard Montagu (1635-1665) avec Teddiman, pour s'assurer que tout se déroulerait selon les prévisions. Teddiman avait été commandé d'agir rapidement et avec le plus de force possible afin d'éviter une participation de la flotte anglaise principale, ce qui aurait compromis alors le secret.

## La veille de la bataille
Quand Teddiman envoya Montagu à Bergen pour coordonner l'attaque, les commandants danois refusèrent à sa grande déception de coopérer. Vers 4h du matin, Montagu revint, mais il fut immédiatement renvoyé par Teddiman pour qu'il menace cette fois les forteresses par la force si celles-ci restaient obstinées dans leur refus. Montagu clama que la flotte anglaise détenait 2 000 canons et 6 000 hommes, ce qui fit peu d'impression, car il était évident qu'il exagérait les véritables chiffres d'un facteur trois. Il fut pris même encore moins au sérieux lorsqu'il offrit aux commandants danois l'Ordre de la Jarretière en échange de leur soutien. Quand celui-ci fut de nouveau refusé, Montagu fit un petit détour et laissa son bateau ramer à côté de la flotte hollandaise pour inspecter leurs préparatifs. Les Néerlandais respectaient la neutralité du port, jouèrent le Wilhelmus (hymne national) et saluèrent Montagu par trois fois avec de la fumée blanche.
En attendant, la ville connaissait un grand tumulte du fait que les marins anglais avaient osé pénétrer dans le port pour intimider la population, et beaucoup de citoyens se sauvèrent. De Bitter appela très vite ses équipiers néerlandais en arrière, la plupart d'entre eux prenant congé sur les rivages Bergenois, sonnant les cloches d'église. Comme peu d'entre eux n'avaient de réelle expérience en matière de combat - et que beaucoup d'entre eux n'étaient même pas vraiment Hollandais - il les convainquit de se soulever en promettant trois mois de salaire supplémentaires en cas de victoire. De telles conditions étaient légalement obligatoires en vertu de la loi hollandaise et elles furent accueillies avec grand enthousiasme. Quand il finit son discours en demandant : « Avez-vous le courage de tenir face à l'ennemi ou pas ? », les hommes, selon les rapports hollandais clamèrent : « Oui, monsieur ! Nous resterons fermes jusqu'à ce que nous ayons défait l'ennemi et plutôt mourir que de rendre un tel trésor ou nous-mêmes aux Anglais! »
La plupart des navires hollandais étaient très enfoncés dans la baie ; à environ 300 mètres de la ligne anglaise, De Bitter plaça du nord au sud les navires Slot Hooningen, Catharina, Walcheren (le sien), Gulden Phenix et Rijzende Zon. Des milliers de marins voyageant sur les bateaux plus légers furent eux envoyés dans les forteresses pour les renforcer.

## La bataille

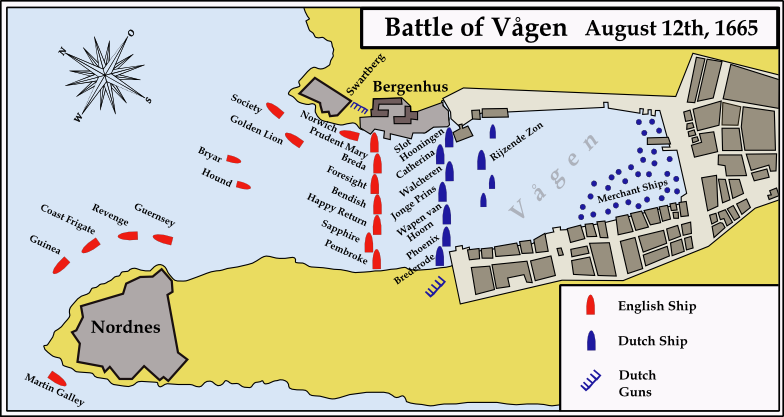
Site de la bataille

Tôt le matin, les Anglais firent battre leurs tambours et sonner leurs trompettes, annonçant ainsi le début imminent des hostilités. Les Néerlandais, conscients de l'affrontement à venir, découvrirent leurs têtes pour une courte prière avant de préparer leurs canons.
Quand les premiers combats éclatèrent, le 2 août dès 6h00 du matin (Passage au calendrier grégorien), les deux flottes s'engagèrent dans la bataille à seulement quelques centaines de mètres de distance l'une de l'autre. Teddiman décida de ne pas employer des brulots pour ne pas mettre en danger la précieuse cargaison à piller. Il n'avait par ailleurs pas ce que les Anglais appellent le Weather gage, c'est-à-dire des conditions de vent favorables, et donc ne pouvait tout bonnement pas exécuter une attaque directe. Les Néerlandais avaient placé leurs huit bateaux les plus lourds de telle sorte qu'ils puissent envoyer des bordées aux Anglais ; la plupart des plus petits canons avaient été déplacés vers l'ennemi car la manœuvre aurait été de toute façon impossible. La flotte anglaise était à l'abri du vent et détenait ainsi une meilleure portée. Mais les canonniers anglais surcompensèrent leurs tirs et leurs projectiles firent donc défaut la plupart du temps, car les vents méridionaux féroces et la pluie renvoyaient la fumée des canons anglais vers les bateaux, les aveuglant, et leur laissant ignorer que les bateaux hollandais n'étaient que très rarement touchés. Comme Bergen dépasse légèrement dans le Vågen au nord, les navires anglais placés le plus au nord durent tirer tout au long du port pour atteindre les Néerlandais. Un de leurs projectiles se fracassa dans la forteresse et tua quatre personnes. Le commandant répondit à cette attaque en ouvrant le feu à son tour sur la flotte anglaise. Celle-ci, qui possédait environ 600 canons et 2 000 hommes, était en soi bien supérieure à l'arsenal norvégien qui ne détenait seulement que 125 canons et 200–300 hommes. Mais les bateaux faisant face aux Néerlandais étaient trop mal placés pour répondre au feu norvégien. Sans compter que la plupart des navires anglais n'étaient que des frégates et donc incapables de résister aussi bien que les grands navires marchands hollandais. Il s'avéra bientôt que les Néerlandais avaient réellement acquis la supériorité dans la puissance de feu. Teddiman avait espéré que le moral des Hollandais baisserait rapidement, et commit l'erreur de ne pas interrompre son action lorsqu'il vit que ceux-ci tenaient bon. Après trois heures impitoyables de martèlement, les navires bloquant l'entrée du port furent mis en déroute. Les troupes, paniquées, coupèrent les cordes d'ancrage, mais quelques bateaux restèrent empêtrés et menacés de chavirer en raison du poids des mâts brisés. Ils durent ancrer encore une fois sous le feu pour les couper. Les Anglais furent forcés de se retirer à Herdla à environ 10h00 du matin.

## Navires engagés
| Provinces Unies       |         |        |
| Navire (Commandant)   | Canons  | Notes  |
| Slot Hooningen        | 60      |        |
| Catharina             | 40      | Échoué |
| Walcheren (De Bitter) | 60 - 70 |        |
| Jonge Prins           | 60 - 66 |        |
| Gulden Phenix         | 60      |        |
| Rijzende Zon          | ?       |        |
| Wapen van Hoorn       | 60 - 66 |        |
| Angleterre            |         |        |
| Navires (Commandant)  | Canons  | Notes  |
| Prudent Mary          | 28      |        |
| Breda                 | 40 - 48 |        |
| Foresight             | 34 - 48 |        |
| Bendish               | ?       |        |
| Happy Return          | 52      |        |
| Sapphire              | 36 - 40 |        |
| Pembroke              | 22 - 34 |        |
| Guernsey              | 22 - 30 |        |
| Revenge (Teddiman)    | 60      |        |
| Golden Lyon           | ?       |        |
| Society               | 44      |        |
| Norwich               | 24 - 30 |        |
| Guinea                | 34 - 40 |        |

## Conséquences
Les Anglais recensèrent près de 500 morts ou blessés. Andrew Marvell écrivit dans sa longue poésie ironique au sujet « de la guerre hollandaise » :
- "Six capitaines furent bravement touchés"
- "À bord, l'amiral, fut atteint, et mourut"

« Atteint » ("reached" dans la version originale) n'était ici qu'un ricanement typique de Marvell, faisant référence au fait que Teddiman n'avait pas placé son navire amiral dans la ligne de blocage, bien qu'il fût de loin le bateau le plus puissant dont il pouvait se servir sans la bataille.
Dans la biographie de John Wilmot, 2e comte de Rochester il est dit que Rochester, Montagu et George Windham, trois jeunes nobles, avaient eu une prémonition forte de leur mort. Ils firent un pacte comme quoi celui qui devrait périr d'abord apparaîtrait à l'autre sous la forme d'esprit. Tard dans la bataille, George a soudainement commencé à trembler avec crainte. Édouard l'étreignit pour le consoler et tous deux furent massacrés par le même boulet de canon.
Le convoi hollandais subit lui aussi quelques dommages. Parmi les bateaux, plus particulièrement Catharina et un navire méditerranéen, et les pertes humaines se chiffrèrent à environ 25 morts et soixante-dix blessés. Huit hommes sont morts dans la forteresse, et dix autres dans la ville.

## Suites de la bataille

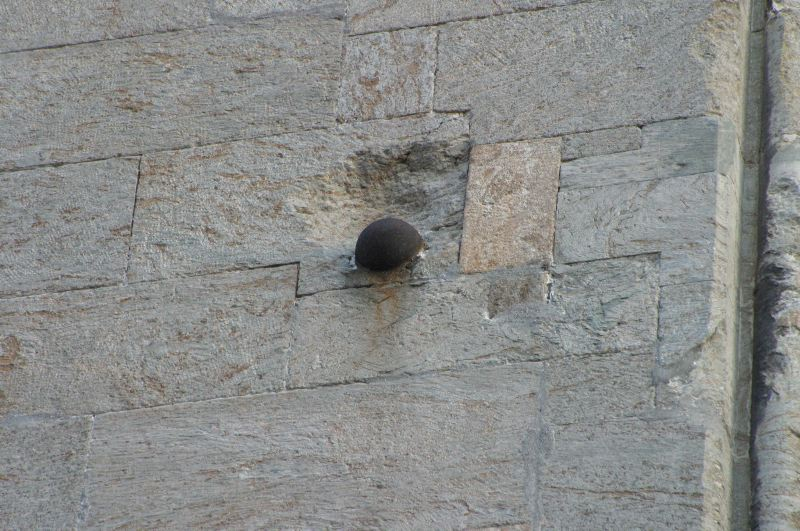
Le boulet de canon encastré dans le mur de la cathédrale de Bergen.

Les ordres du Danemark atteignirent Ahlefeldt quatre jours plus tard, le 6 août. Avec les navires marchands hollandais toujours à Bergen, Ahlefeldt s'en alla à l'encontre de la flotte anglaise à Herdla le jour suivant pour essayer de réparer les dégâts occasionnés par ses canons, leur offrant une chance d'attaquer les Hollandais une seconde fois, et cette fois sans interférence de la part de la forteresse. L'offre a cependant été rejetée, étant donné que Teddiman savait qu'il ne pourrait pas être prêt à temps avant que les actions des flottes principales aient décidé de l'issue du combat. Les jours suivants, les Néerlandais enrichirent fortement leur position : une chaîne de navire fut placée à l'entrée du compartiment et leurs marins améliorèrent les fortifications. Car comme le vent avait tourné vers le nord, ils s'attendirent à une attaque frontale de Teddiman, mais le contre-amiral britannique s'est contenté d'observer le port. Le 19 août, une flotte hollandaise de soutien de quatre-vingt-dix navires sous le commandement du Lieutenant-Amiral (terme hollandais) Michiel de Ruyter arriva à Bergen, et après avoir étudié la flotte britannique principale, la flotte marchande hollandaise quitta le port le 23 août et revint par la suite Provinces-Unies sans risque, bien que quelques bateaux aient été dispersés par un assaut et capturés par les Anglais, parmi eux le Slot Hooningen et le Gulden Phenix, et qui seront encore perdus à nouveau pendant le raid sur la Medway.
Pour les Anglais, l'évasion de cette précieuse flotte hollandaise revenant des Indes était un énorme choc. Mais ce coup fut légèrement amorti par la capture des deux navires marchands de la VOC. Lord Sandwich fut blâmé pour son échec et tomba dans le déshonneur. En février 1666, le roi danois déclarait la guerre contre l'Angleterre, après réception de grandes subventions hollandaises. Pieter de Bitter reçut une chaîne d'or honorifique des États généraux des Provinces-Unies.
Aujourd'hui, la cathédrale de Bergen (Domkirken) a un boulet de canon de la bataille encastrée dans le mur de sa tour. Deux figures de proue en bois, désignant la tête d'un lion et la tête d'une licorne, qui faisaient partie de la décoration des navires anglais sont maintenues dans le musée maritime de Bergen.